# جو غاردنر
جو غاردنر (بالإنجليزية: Joe Gardner)‏ هو سياسي أمريكي، ولد في 6 أبريل 1944، وتوفي في 4 فبراير 2013. حزبياً، نشط في الحزب الديمقراطي. وقد انتخب عضو مجلس نواب مسيسيبي.